# Psycho Goreman
Pour plus de détails, voir Fiche technique et Distribution.
Psycho Goreman est un film canadien réalisé par Steven Kostanski, sorti en 2020.

## Synopsis
Une fille et son frère découvrent un extra-terrestre maléfique mais également le joyau qui permet de le contrôler.

## Fiche technique
- Titre français : Psycho Goreman
- Réalisation et scénario : Steven Kostanski
- Direction artistique : Courtney Bell
- Costumes : Madi Styles
- Photographie : Andrew Appelle
- Montage : Andrew Appelle et Steven Kostanski
- Musique : Blitz//Berlin
- Pays d'origine : Canada
- Format : Couleurs - 35 mm - 2,39:1
- Genre : comédie horrifique, science-fiction
- Durée : 99 minutes
- Date de sortie :
  - Espagne : 10 septembre 2020 (Festival international du film de Catalogne 2020)
  - États-Unis, Canada : 22 janvier 2021 (sortie cinéma limitée)
  - France : 15 septembre 2021 (en VOD)
- Classification :
  - Espagne : Déconseillé aux moins de 16 ans à la télévision
  - États-Unis, Canada : à venir
  - France : Interdit aux moins de 16 ans en VOD et à la télévision

## Distribution
- Matthew Ninaber : Psycho Goreman
- Rick Amsbury : Dennis
- Adam Brooks : Greg
- Nita-Josee Hanna : Mimi
- Robert Homer : Vince / Zombie Cop
- Matthew Kennedy : Kortex
- Kristen MacCulloch : Pandora
- Timothy Paul McCarthy : le père
- Owen Myre : Luke

## Sélections
- Festival international du film de Catalogne 2020 : sélection en section Midnight X-Treme
- Utopiales 2020 : sélection en compétition
- Grindhouse Paradise 2021 : sélection en compétition[1]